# Benoît Fourneyron

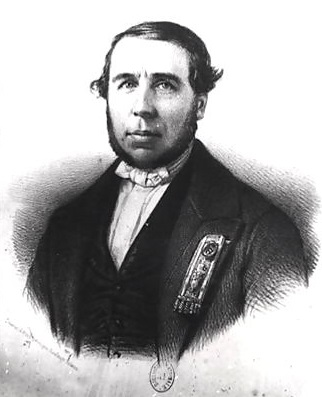

Benoît Fourneyron (ur. 31 października 1802 w Saint-Étienne, zm. 31 lipca 1867 w Paryżu), francuski inżynier, konstruktor, przemysłowiec i wynalazca. Uczeń Claude Burdina, którego prace kontynuował ostatecznie budując pierwszą turbinę wodną. Turbina ta składała się z dwóch koncentrycznych kół łopatkowych - wewnętrzne koło, dzięki zakrzywionym łopatkom, kierowało wodę na zewnętrzne łopatki. Takie rozwiązanie pozwoliło osiągnąć wysoką sprawność urządzania sięgającą 85%.